# Stimmen der Dichter
Stimmen der Dichter, bisweilen auch Stimme der Dichter, zunächst schlicht als Dichterlesungen beworben, war eine Sprech-Schallplattenreihe des zur Herderschen Verlagsbuchhandlung gehörenden Christophorus-Verlages in Freiburg im Breisgau in den 1950er Jahren.

## Konzept
Die Reihe, dessen Konzept „Zeitgenössische Dichter und Schriftsteller lesen aus eigenen Werken“ so einfach wie genial war, nahm in der zweiten Hälfte des Jahrzehnts Form an. 
Damit kam Stimme der Dichter zu einem ähnlich frühen Zeitpunkt wie das literarische Archiv der Deutschen Grammophon Gesellschaft, das 1957 die Herausgabe von Literaturtonträgern in Serie begann, mit einer umfangreichen, kommerziellen literarischen Schallplattenreihe auf den Markt.

## Sprecher
Die erste Schallplatte der Reihe besprach der seinerzeit sehr bekannte deutsche Erzähler, Dramatiker und Lyriker Reinhold Schneider mit Heiße Quellen, den Kindheitserinnerungen aus seiner Selbstdarstellung Verhüllter Tag (1954). Des Weiteren waren vier seiner Sonette (1955) zu hören und sein Essay Friede der Welt (1956).
Weitere Schriftsteller, die exklusiv für die Reihe eine Schallplatte mit Texten aus ihrem Werk besprachen, waren Stefan Andres, Georg Britting, Carl Jacob Burckhardt, Hans Carossa, Peter Dörfler, Curt Elwenspoek, Marie Hamsun, Wilhelm Hausenstein, Manfred Hausmann, Ernst Heimeran, Bernt von Heiseler, Annette Kolb, Gertrud von Le Fort, Johannes B. Lotz, Zenta Maurina, Karl Benno von Mechow, Eckart Peterich, Reinhold Schneider, Rudolf Alexander Schröder, Ina Seidel und Carl Zuckmayer. 
Gleich zwei oder mehrere Ausgaben der Stimmen der Dichter bestritten Werner Bergengruen, Martin Buber, Rudolf Hagelstange, Sigismund von Radecki – der einmal auch seine literarischen Übersetzungen Gogols und Tschechows vortrug, Luise Rinser, Edzard Schaper und Karl Heinrich Waggerl. Letztere beide – ohnehin vielbeschäftigte Sprecher für Hörfunk und Schallplatte – lagen allein bei Christophorus bei um ein halbes Dutzend Veröffentlichungen.

## Wirkung
Die Reihe wurde auch unter Literaturwissenschaftlern stark beachtet. Ein großes Deutsches Literatur-Lexikon führte Anfang der 1960er Jahre als Novum die Schallplatten besonders dieser Reihe in gesonderten Abschnitten zu den Autorenartikeln auf. 